# Allied Expeditionary Air Force
Allied Expeditionary Air Force (AEAF), někdy také známé jako Allied Armies’ Expeditionary Air Force (AAEAF), česky známé jako Spojenecké expediční letectvo, bylo leteckou složkou kontrolující spojenecké taktické letecké síly a podřízenou Vrchnímu velitelství spojeneckých expedičních sil během operace Overlord.
Jeho efektivita nebyla ze dvou důvodů považována za zcela optimální.
Nefungovalo totiž jako velitelství kontrolující všechny spojenecké letecké síly podporující vylodění v Normandii protože strategické bombardéry Bomber Command RAF (pod velením vrchního leteckého maršála Arthura Harrise) a 8. letecké armády USAAF (genpor. Jimmy Doolittle) zpočátku zůstaly podřízeny běžným velitelským strukturám svých států a teprve později byly, po nátlaku vrchního velitele spojeneckých expedičních sil, gen. Dwighta D. Eisenhowera, podřízeny přímo Vrchnímu velitelství spojeneckých expedičních sil (SHAEF).
Dalším důvodem bylo, že velitel AEAF, letecký maršál Leigh-Mallory, byl některými svými kolegy neoblíben a jeho osobní vlastnosti jimi nebyly považovány za vhodné k této velitelské pozici.
Rozhodující úloha při koordinaci letecké podpory vylodění jak silami AEAF tak strategickými bombardovacími silami tedy de facto připadla zástupci spojeneckého vrchního velitele pro letecké operace, jímž byl jmenován vrchní letecký maršál Arthur Tedder.
Spojenecké expediční letectvo se skládalo ze dvou hlavních složek, 2. taktické letecké armády RAF
(velitel letecký maršál Arthur Coningham) a 9. letecké armády USAAF (velitel generálporučík Lewis H. Brereton), z nichž každá podporovala v Normandii vyloděnou skupinu armád svých národních ozbrojených sil.
Po operační stránce mu byla podřízena i Air Defence of Great Britain (Protivzdušná obrana Velké Británie – jak bylo krátkodobě přejmenováno Velitelství stíhacího letectva RAF) (velitel letecký maršál Roderic Hill), která na něm jinak zůstala nezávislá.
Velitelství Spojeneckého expedičního letectva bylo rozpuštěno v srpnu 1944, poté, co byl letecký maršál Leigh-Mallory pověřen velením leteckých sil na Dálném východě.